# Rapstar
«Rapstar» - песня американского рэпера Polo G. Она была выпущена на лейбле Columbia в качестве третьего сингла с его третьего студийного альбома «Hall of Fame» 9 апреля 2021 года. «Rapstar» была спродюсирована Synco совместно со звездой социальных сетей Эйнер Банкз, который в ней исполнил партию на Укулеле. В песне Polo G рассказывает о своей растущей популярности, об обратной стороне славы и ее преимуществах. Сингл был хорошо принят критиками и стал для Polo G первым хитом, который смог возглавить американском чарт песен Billboard Hot 100.

## Запись и композиция
«Rapstar» впервые была представлена почти за год до ее официального релиза, 25 мая 2020 года, в видеоролике на YouTube, где Polo G исполняет акустическую версию песни совместно с её сопродюсером Эйнер Банкз, который играет на своей фирменной укулеле в этом видео. Сингл был официально анонсирован всего за два дня до его релиза, а Polo G в своих социальных сетях опубликовал тизер музыкального клипа.
В песне присутствует "отважный" арпеджио струнный цикл поверх гитарного трэп-бита на основе укулеле. В тексте песни Polo G погружается во взлеты и падения своей славы, читая: "Каждый день — битва, я измотан и утомлен". В промежутках между этими мрачными размышлениями, он хвастается своими успехами в карьере, своей сексуальной смелостью, своими «впечатляющими» особенностями в песнях, богатством и женщинами, с которыми он связан. Polo G также много говорит о своем времени взросления в северной части Чикаго. Первый куплет, скорее всего, касается его борьбы с тревогой и употреблением наркотиков, поскольку он упоминает свое употребление "таблеток" и то, как он чувствует себя грустным, "когда я один, мои глаза слезятся". Второй куплет показывает его более «пылким», поскольку он говорит о том, что ставит свои улицы не на первое место и об "убийствах". Адам Скофилд из Pie Radio резюмировал: «Мы видим, что у Тауруса есть две совершенно разные стороны: грустный, охваченный тревогой одинокий молодой человек и жестокий гангстер — это заставляет задуматься, как рэп об оружии и грусти так хорошо сочетается!».

## Мнение критиков
Джейсон Липшуц из Billboard назвал «Rapstar» одним из главных релизов недели, заявив: "Polo G остается одним из сильнейших рассказчиков в современном хип-хопе, и даже когда его подсчет своих денег не может обеспечить чувство умиротворения, результаты часто оказываются захватывающими для его слушателей". Крис ДеВиль из Stereogum сказал, что песня "похожа на супер-высококлассную версию фирменного звука Polo G", и высказал мнение, что она "продолжает традицию Polo G звучать смутно торжествующе, даже когда он рассказывает о своей депрессии и травме. Это странное сочетание, но ему это удается". Алекс Зидель из HotNewHipHop высказал мнение, что Polo G "вернулся к тому же стилю, за который мы его знаем и любим", добавив, что он "продолжает свою плодотворную карьеру с выпуском «Rapstar»", при этом Зидель считает песню ярким моментом из недавно выпущенного материала Polo G. Вонго Окон из Uproxx разделяет это мнение, заявляя, что "уроженец Чикаго выпустил бесчисленное количество песен, которые доказали, что его пребывание в рэп-игре будет далеко не временным. Рэпер продолжает свой путь со своим последним синглом «Rapstar»". Адам Шофилд из Pie Radio сказал: "Впечатляющая игра Эйнера Банкза на укулеле в сочетании с ангельским голосом Polo G, возможно, станет нашим новым любимым музыкальным произведением!". Девон Джефферсон из HipHopDX назвал песню "тяжелым хитом", поскольку "Polo G читает рэп сквозь шквал неустанных панчлайнов и витиеватых припевов". Эндрю Сэчер из BrooklynVegan высказал мнение, что в этой песне Polo G "исследует свою мелодическую сторону с большим результатом". Журнал XXL назвал «Rapstar» одной из лучших новых музыкальных композиций недели.

## Награды и номинации
| Премия                 | Год  | Категория                      | Результат | Источник |
| ---------------------- | ---- | ------------------------------ | --------- | -------- |
| Brit Awards            | 2022 | International Song of the Year | Номинация | [ 12 ]   |
| MTV Video Music Awards | 2021 | Best Hip-hop                   | Номинация | [ 13 ]   |

## Коммерческий успех
В первый день релиза песня достигла первой строчки как в американском Apple Music, так и в Spotify, набрав на последнем 2,7 миллиона прослушиваний, что стало первым синглом Polo G, возглавившим чарт на Spotify, и лучшим результатом в карьере по количеству ежедневных прослушиваний песни.
«Rapstar» дебютировала на первом месте в американском чарте песен Billboard Hot 100 24 апреля 2021 года с более чем 6300 продажами и 77,7 миллионами прослушиваний. Песня стала первым синглом Polo G, возглавившим чарт в США, и вторым синглом в топ-10.

## Музыкальное видео
Музыкальное видео было выпущено вместе с песней, режиссером видео стал Arrad. Визуальное видео показывает, как Polo G демонстрирует свою жизнь рэп-звезды; он проходит через семь различных ситуаций, демонстрируя награды и роскошный образ жизни, которые приходят со славой. Видео начинается с того, что Эйнер Банкз играет на своей укулеле, после чего Polo G появляется в автосалоне BMW с большой сумкой наличных и  покупает дорогие люксовые купе для всех своих друзей. Он записывает музыку, а затем читает рэп в воображаемом  Зале славы хип-хопа. Он также демонстрирует любовь к своему родному городу Чикаго, играя в баскетбол в форме «Чикаго Буллз». Позже Polo G можно увидеть лежащим на земле после того, как его возлюбленная нанесла ему удар в спину ножом. В видео Polo G демонстрирует образ, отдающий дань уважения 2Pac, что отражает также текстом песни, в которой он объявляет себя реинкарнацией 2Pac. В съемка видеоклипа принял участие сын Polo G Тремани, поскольку в тексе песни он затрагивает тему родственных связей. Рэперы DDG, Trench Baby, Scorey и Baby Rich также появляются в эпизодических ролях.

### Приём
FNR Tigg из Complex отметил, что в видео Polo G «переносит испытания и невзгоды [...] и недостатки своей гламурной жизни». Tigg также отметил, что рэпер эффективно использует печально известный слоган Notorious B.I.G. «больше денег, больше проблем». Lyrical Lemonade дал положительную оценку видео: "Не многие артисты обладают таким талантом, как Polo G, особенно в его возрасте. Он отточил свое звучание и всегда дополняет свою великолепную музыку еще лучшими музыкальными клипами, которые возвышают треки".

## Чарты
| Чарт (2021)                           | Высшая позиция |
| ------------------------------------- | -------------- |
| Австралия (ARIA)                      | 4              |
| Австрия (Ö3 Austria Top 40)           | 14             |
| Бельгия/Фландрия (Ultratop 50)        | 50             |
| Канада (Billboard Canadian Hot 100)   | 1              |
| Чехия (Singles Digitál Top 100)       | 56             |
| Дания (Tracklisten)                   | 3              |
| Финляндия (Suomen virallinen lista)   | 11             |
| Германия (GfK)                        | 29             |
| Мир (Billboard Global 200)            | 3              |
| Греция Greece International (IFPI)    | 4              |
| Венгрия (Stream Top 40)               | 15             |
| Исландия (Tónlistinn)                 | 16             |
| Ирландия (IRMA)                       | 2              |
| Литва (AGATA)                         | 12             |
| Нидерланды (Single Top 100)           | 23             |
| Новая Зеландия (Recorded Music NZ)    | 2              |
| Норвегия (VG-lista)                   | 4              |
| Португалия (AFP)                      | 18             |
| Словакия (Singles Digitál Top 100)    | 30             |
| Швеция (Sverigetopplistan)            | 5              |
| Швейцария (Schweizer Hitparade)       | 14             |
| Великобритания (OCC UK Singles)       | 3              |
| Великобритания (OCC UK Hip Hop/R&B)   | 1              |
| США (Billboard Hot 100)               | 1              |
| США (Billboard Hot R&B/Hip-Hop Songs) | 1              |
| США (Billboard Pop Airplay)           | 29             |
| США (Billboard Rhythmic)              | 1              |
| США Rolling Stone Top 100             | 1              |

| Чарт (2021)                           | Позиция |
| ------------------------------------- | ------- |
| Австралия (ARIA)                      | 41      |
| Канада (Canadian Hot 100)             | 29      |
| Дания (Tracklisten)                   | 73      |
| Billboard Global 200 (Billboard)      | 47      |
| Венгрия (Stream Top 40)               | 96      |
| Исландия (Tónlistinn)                 | 36      |
| Ирландия (IRMA)                       | 44      |
| Португалия (AFP)                      | 104     |
| Швеция (Sverigetopplistan)            | 82      |
| Швейцария (Schweizer Hitparade)       | 89      |
| Великобритания (OCC)                  | 52      |
| США Billboard Hot 100                 | 30      |
| США Hot R&B/Hip-Hop Songs (Billboard) | 7       |
| США Rhythmic (Billboard)              | 15      |

## Сертификация
| Регион | Сертификация  | Продажи   |
| --- | ------------- | --------- |
| Австралия (ARIA) | 2× Платиновый | 140 000   |
| Бельгия (BEA) | Золотой       | 20 000    |
| Канада (Music Canada) | 6× Платиновый | 480 000   |
| Дания (IFPI Danmark) | Платиновый    | 90 000    |
| Новая Зеландия (RMNZ) | 2× Платиновый | 60 000    |
| Польша (ZPAV) | Золотой       | 25 000    |
| Португалия (AFP) | Золотой       | 5000      |
| Швейцария (IFPI Switzerland) | Золотой       | 10 000    |
| Великобритания (BPI) | Платиновый    | 600 000   |
| США (RIAA) | 7× Платиновый | 7 000 000 |
| Стриминг |               |           |
| Греция (IFPI Greece) | Золотой       | 1 000 000 |
| Швеция (GLF) | Платиновый    | 8 000 000 |
| Данные о продажах + прослушиваниях приведены только на основе сертификации. · Данные только о прослушиваниях приведены на основе сертификации. |               |           |

## История релиза
| Регион   | Дата           | Формат(ы)                     | Лейбл    | Источник |
| -------- | -------------- | ----------------------------- | -------- | -------- |
| Весь мир | 9 Апреля 2021  | цифровая дистрибуция стриминг | Columbia |          |
| США      | 20 Апреля 2021 | Rhythmic contemporary радио   | Columbia | [ 73 ]   |
| США      | 20 Апреля 2021 | Urban contemporary радио      | Columbia | [ 74 ]   |